# Субхан Кулі Кутб-шах
Субхан Кулі Кутб-шах або Кулі II Кутб-шах (1543—1550) — третій султан Голконди у 1550 році.

## Життєпис
Походив з династії Кутб-шахів. Син Джамшіда Кулі Кутб-шаха. Після вбивства батька у 1550 році став номінальним володарем за регентства Саїф-Алі-хана. Був хворобливою дитиною й помер у семирічному віці (у рік сходження на трон) — від хвороб або був вбитий за наказом стрийка Ібрагіма, який отримав трон Голконди.